# Lectura (pictură de Manet)
Lectura este o pictură în ulei pe pânză realizată de pictorul francez Édouard Manet în 1865-1873. Face parte din colecția Musée d'Orsay din Paris.

## Istoria
Pictura a fost expusă pentru prima dată în 1880 într-una dintre expozițiile individuale obișnuite realizate de Manet în atelierul său. Poza a făcut parte și din marea expoziție postumă a operei lui Manet din 1884, un an după moartea sa.
Lucrarea a făcut parte mai întâi din colecția privată a Winnarettei Singer, prințesa Edmond de Polignac, unde a rămas până în 1944, până după moartea prințesei. Acesta a fost oferit drept cadou statului francez și depus la Musée du Louvre. În 1947, a fost transferat la Galerie nationale du Jeu de Paume, o sală de spectacole situată în Grădinile Tuileries și care aparține de muzeul Luvru. A rămas acolo până în 1986, când, odată cu crearea muzeului d’Orsay, a fost adus în acest muzeu, ca și restul colecției de picturi impresioniste din Luvru. În prezent poate fi văzut în Musée d'Orsay, în camera 31 de nivelul 5.

## Analiza
Tabloul o înfățișează pe soția artistului, Suzanne Manet (născută pe Suzanne Leenhoff), așezată, și pe fiul lor, Leon, stând în picioare și citind o carte. Leon a fost un model recurent pentru Manet care l-a înfățișat în mai multe imagini, precum Prânzul, Băiat cărând o sabie și Baloane de săpun.
În această lucrare domină albul rochiei femeii, iar canapeaua și perdelele sunt prezentate cu tușe largi având luminozitate ridicată, în contrapunere cu tonul întunecat al brâului și al gulerului. Potrivit lui Peter H. Feist, în acest tablou „Manet reacționează mai sensibil decât de obicei și privește mai ales nuanțele de alb care sunt oferite privitorului.”